# Parti croate du droit 1861
Pour les articles homonymes, voir Parti croate du droit.
Le Parti croate du droit 1861 (en croate : Hrvatska Stranka Prava 1861, abrégé en HSP 1861), est un parti croate ultra-nationaliste issu d'une scission du Parti croate du droit. Le mot droit dans le nom du parti se rapporte à l'idée d'un droit national et ethnique des croates que cherche à protéger le parti, et 1861 est la date de création du premier parti.

## Histoire
Dans la première moitié des années 1990, Dobroslav Paraga fut élu à la tête du Parti croate du droit. Mais une scission se produisit au sein du parti et une bataille juridique eut lieu avec Anto Đapić, dirigeant de la faction rivale, pour l'utilisation du nom du parti. Dobroslav Paraga perdit cette bataille et fonda le Parti croate du droit 1861 (HSP 1861), les 31 mai-12 juillet 1995 à Zagreb.
Depuis sa fondation, le parti n'a eu aucun élu national ou régional.

## Le parti aujourd'hui
Le programme du HSP-1861 se revendique comme basé sur le programme de Ante Starčević de 1861. Il appelle officiellement « au retour de la propriété aux propriétaires, à la distribution d'actions aux travailleurs, à l'attribution de la terre aux fermiers, au retour de la Croatie aux Croates ». Le parti affirme vouloir donner « du travail aux chômeurs, la justice pour tous, de la nourriture pour les personnes qui ont faim ».